# Mariental (Namibia)
Mariental è una città della Namibia, capoluogo della regione di Hardap. Si trova in quella fascia di terra chiamata Grande Namaland o Namaqualand (il Piccolo Namaland appartiene al Sudafrica) e conta circa 12 000 abitanti prevalentemente di lingua “name” discendenti dei Khoi, i primi abitanti della Namibia.
Mariental è attraversata dalla grande strada di comunicazione (B 1) che collega la capitale Windhoek (dalla quale dista 300 km.) a Keetmanshoop nei pressi del grande lago Hardap Dam.
Deve il suo nome a Hermann Brandt (1858-1925), il primo colono che si stabilì nella zona nel 1912, che la chiamò con il nome della moglie: Maria. Quindi "Mariental" significa "Valle di Maria".
Vicino alla città scorre il Fish River, un fiume stagionale, che sovente ha causato disastrose alluvioni.
La risorsa principale di Mariental è l'allevamento degli struzzi la cui carne viene qui macellata ed esportata in tutto il mondo.